# Vetenskapsåret 1899

## Händelser
- Waldemar Jungner uppfinner nickel-järnackumulatorn.

## Pristagare
- Bigsbymedaljen: Edgeworth David, walesisk-australisk geolog. [1]
- Copleymedaljen: Lord Rayleigh
- De Morgan-medaljen: William Burnside
- Wollastonmedaljen: Charles Lapworth [2]

## Födda
- 12 juni - Fritz Lipmann (död 1986), tysk-amerikansk biokemist.
- 24 augusti - Albert Claude (död 1983), belgisk nobelpristagare i medicin (1974).
- 3 september - Frank Macfarlane Burnet (död 1985), australiensisk virolog.
- 16 september - Erik G. Hallén, svensk fysiker.
- Henrik Sjögren (död 1986), svensk läkare.
- Gjovalin Gjadri (död 1974), albansk ingenjör och brobyggare.

## Avlidna
- 18 februari: Sophus Lie (född 1842), norsk matematiker.
- 16 juli - Margaretta Riley (född 1804), en brittisk botaniker.

## Resurser
- Svensk Lärartidning, årgång 1899, digitaliserad av Projekt Runeberg

### Fotnoter
1. ↑  ”Geological Society”. Arkiverad från originalet den 21 april 2009. https://web.archive.org/web/20090421141428/http://www.geolsoc.org.uk/gsl/info/collections/archives/page753.html. Läst 13 april 2011.
2. ↑  ”Geological Society”. Arkiverad från originalet den 5 juni 2011. https://web.archive.org/web/20110605102217/http://www.geolsoc.org.uk/gsl/society/history/page750.html. Läst 13 april 2011.